# ビナロン線
ビナロン線（ビナロンせん）は、朝鮮民主主義人民共和国咸鏡南道咸興市にある咸興操車場から咸興市興南区域にある興南駅までを結ぶ鉄道路線である。

## 路線データ
- 路線距離：咸興操車場 - 興南間? km
- 駅数：4（両端駅を含む）
- 軌間：1435 mm
- 電化区間：全線（直流3000 V）
- 複線区間：なし

## 駅一覧
- 駅所在地は全線咸鏡南道内。

| 駅名       | 駅名       | 駅名                | 駅間キロ (km) | 累計キロ (km) | 接続路線             | 所在地          |
| 日本語     | 朝鮮語     | 英語                | 駅間キロ (km) | 累計キロ (km) | 接続路線             | 所在地          |
| ---------- | ---------- | ------------------- | ------------- | ------------- | -------------------- | --------------- |
| 咸興操車場 | 함흥조차장 | Hamhŭng Choch'ajang | 0.0           | 0.0           | 北朝鮮鉄道省：平羅線 | 咸興市          |
| ビナロン駅 | 비날론역   | Pinallon            |               |               |                      | 咸興市 興南区域 |
| 興徳駅     | 흥덕역     | Hŭngdŏk             |               |               |                      | 咸興市 興南区域 |
| 興南駅     | 흥남역     | Hŭngnam             |               |               | 北朝鮮鉄道省：平羅線 | 咸興市 興南区域 |

## 脚註
1. ↑  최신 북한 철도 안내도 입수, 대부분 철도 노선 전철화 진행돼

## 参考資料
- 国分隼人『将軍様の鉄道 北朝鮮鉄道事情』新潮社、2007年。ISBN 9784103037316。